# Une tragédie de Noël
Une tragédie de Noël (A Christmas Tragedy) est une nouvelle policière d'Agatha Christie mettant en scène Miss Marple.
Initialement publiée en janvier 1930 dans la revue The Story-Teller au Royaume-Uni, cette nouvelle a été reprise en recueil en 1932 dans The Thirteen Problems au Royaume-Uni. Elle a été publiée pour la première fois en France dans le recueil Le Club du Mardi continue en 1966.

## Publications
Avant la publication dans un recueil, la nouvelle avait fait l'objet de publications dans des revues :
- en janvier 1930, au Royaume-Uni, sous le titre « The Hat and the Alibi », dans le no 273 (vol. 46) de la revue The Story-Teller[1] ;
- en janvier 1961, aux États-Unis, sous le titre « Never Two Without Three », dans le no 206 (no 1, vol. 37) de la revue Ellery Queen's Mystery Magazine[2].

La nouvelle a ensuite fait partie de nombreux recueils :
- en 1932, au Royaume-Uni, dans The Thirteen Problems[1] (avec 12 autres nouvelles) ;
- en 1933, aux États-Unis, dans The Tuesday Club Murders[1] (adaptation du recueil de 1932) ;
- en 1966, en France, dans Miss Marple au Club du Mardi (avec 6 autres nouvelles)
(réédité en 1991 sous le même titre, de la fusion des deux recueils Miss Marple au Club du Mardi et Le Club du Mardi continue, reprenant les 13 nouvelles du recueil britannique de 1932).